# Teoria feminista lèsbica
El feminisme lèsbic o separatisme lèsbic és un moviment cultural i una perspectiva crítica que es va fer popular en la dècada de 1970 i principis de 1980, principalment a Amèrica del Nord i Europa occidental. Aquest moviment qüestiona la posició de les dones i els homosexuals en la societat. Algunes de les seves pensadores i activistes principals són Rita Mae Brown, Adrienne Rich, Audre Lorde, Marilyn Frye, Mary Daly, Sheila Jeffreys i Monique Wittig, tot i que aquesta última se l'associa més amb el sorgiment de la teoria queer.
Tot i que històricament el lesbianisme ha gaudit potser d'una relació íntima amb el feminisme i els projectes feministes (des de com a mínim la dècada de 1890), el feminisme lèsbic es contextualitza millor com un moviment que sorgeix de l'anterior arran de la insatisfacció amb la segona onada feminista i el moviment gai a principis de la dècada de 1970. A finals d'aquella dècada, el feminisme lèsbic constituïa un camp d'investigació dins de l'àmbit acadèmic, encara que limitat en la seva major part a les disciplines feministes.
Igual que el feminisme, els estudis de lesbianes i gais i la teoria que el feminisme lèsbic es caracteritza per la revisió i debat. No obstant això, un element clau d'aquest és l'anàlisi de l'heterosexualitat com una institució. Això parteix de, i mostra, un enfocament històric de l'homosexualitat com a objectiu d'escrutini, especialment els seus orígens. Els textos feministes lèsbics intenten desnaturalitzar l'heterosexualitat, i un cop fet això, plantejar hipòtesis sobre les seves "arrels" en institucions com ara el patriarcat, el capitalisme i el colonialisme. A més, les feministes lèsbiques advoquen pel lesbianisme com un resultat racional de l'alienació i insatisfacció amb aquestes institucions.
A partir dels anys 2000, es visibilitza un corrent parcialment sorgit del feminisme lèsbic anomenada transfeminisme. Aquest és objecte de diferents definicions teòriques. Robert Hill el defineix com una categoria del feminisme coneguda per l'aplicació del discurs transgènere al discurs feminista i de creences feministes al discurs transgènere. Altres teòrics del transfeminisme com ara Emi Koyama o Tavia Nyong'o creuen que aquest transvasament d'idees no ha estat complet i focalitzen els seus escrits en el solapament de la teoria queer amb el feminisme antirracista.